# جيامباتيستا فاريسكو

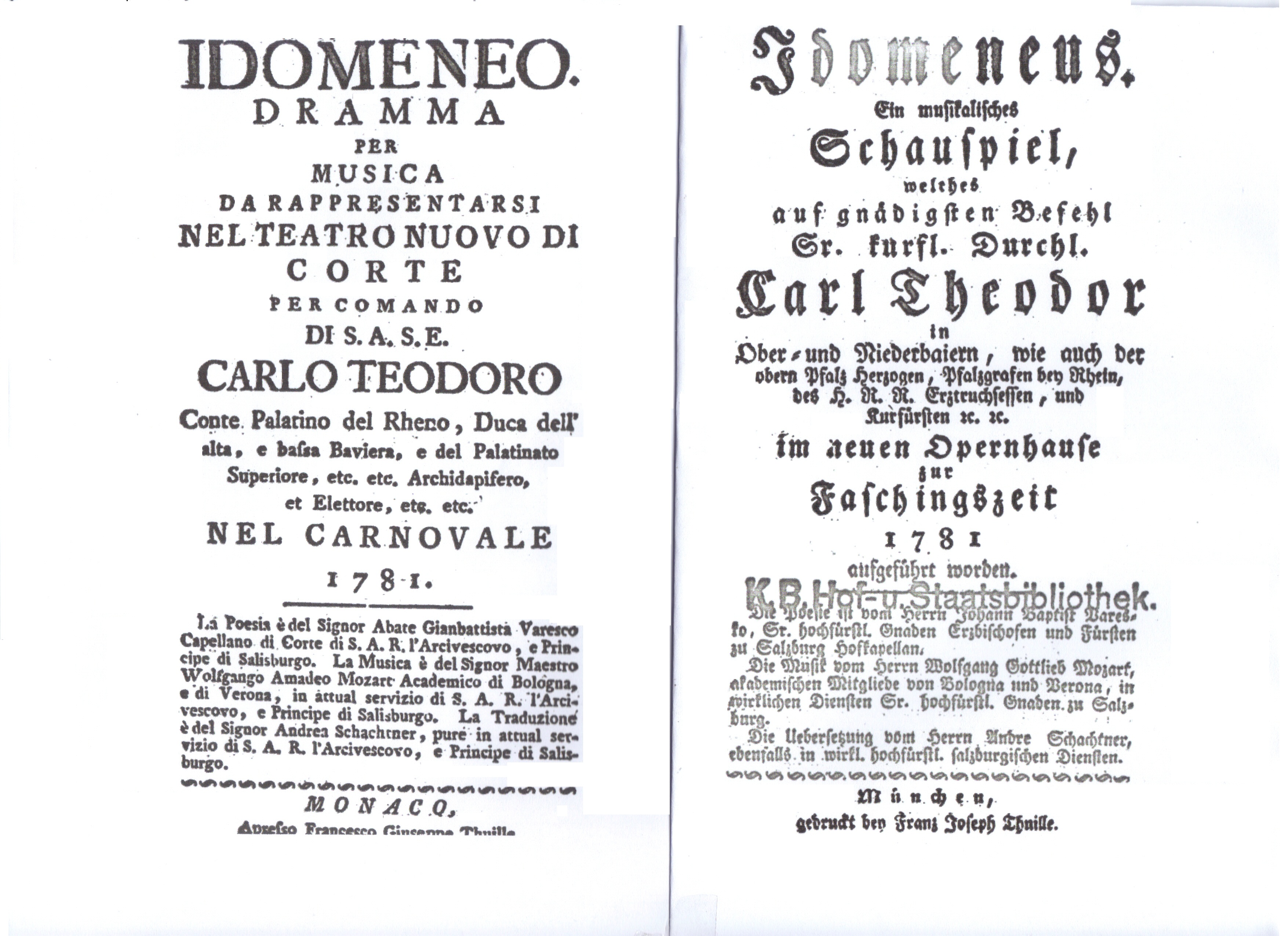

جيامباتيستا فاريسكو أو الأب جيامباتيستا فاريسكو (26 نوفمبر 1735 مدينة ترينتو ـ 25 أغسطس 1805 سالزبورغ) كان موسيقيا وشاعرًا وأشهر مؤلف أغاني أوبرا الموسيقار فولفغانغ أماديوس موزارت في القرن الثامن عشر. يُشار إليه أحيانًا باللقب الإيطالي «أبتي» لكونه كان قسيسًا في كنيسة محكمة سالزبورغ منذ عام 1766.

## وصلات خارجية
- جيامباتيستا فاريسكو على موقع IMDb (الإنجليزية)
- جيامباتيستا فاريسكو على موقع IMDb (الإنجليزية)
- جيامباتيستا فاريسكو على موقع الموسوعة البريطانية (الإنجليزية)
- جيامباتيستا فاريسكو على موقع ميوزك برينز (الإنجليزية)
- جيامباتيستا فاريسكو على موقع ديسكوغز (الإنجليزية)
- جيامباتيستا فاريسكو على موقع قاعدة بيانات الفيلم (الإنجليزية)